# Nepi, Lazio
Nepi är en stad och kommun i provinsen Viterbo i den italienska regionen Lazio. Staden har anor från etruskisk tid. Bland sevärdheterna återfinns katedralen Santa Maria Assunta samt San Tolomeo och San Biagio. Utanför den sistnämnda kyrkan har man påträffat faliskiska och etruskiska gravplatser.

## Frazioni
Colle Farnese, Colle Lydia, Colle Salamonio, Grezzano, Settevene, Gabelletta.

## Bilder
| - Kyrkan San Tolomeo. - Madonna delle Grazie och Oratorio di San Biagio. - Kyrkan San Giovanni Decollato. - Kyrkan San Pietro. |